# 鳥取県立鳥取西高等学校
鳥取県立鳥取西高等学校（とっとりけんりつ とっとりにしこうとうがっこう、Tottori Prefectural Tottori Nishi High School）は、鳥取県鳥取市東町二丁目に所在する県立高等学校。

## 沿革
旧制中学校（男子校）
- 1873年（明治7年）10月28日 - 鳥取藩校「尚徳館」を承継し、「第四大学区十五番変則中学校」として開校。
- 1876年（明治9年）8月21日 - 鳥取県が島根県に併合され、「島根県鳥取変則中学校」と改称。
- 1881年（明治14年）9月12日 - 鳥取県が島根県より分離し、「鳥取県中学校」と改称。
- 1886年（明治19年）8月 - 「鳥取県尋常中学校」と改称。
- 1889年（明治22年）11月 - 校舎を鳥取城内三の丸（現在地）に移転。
- 1899年（明治32年）4月1日 - 「鳥取県第一中学校」と改称。
- 1909年（明治42年）4月1日 - 「鳥取県立鳥取中学校」と改称。
- 1922年（大正11年）4月1日 - 「鳥取県立鳥取第一中学校」と改称。
- 1948年（昭和23年）
  - 3月31日 - 旧制・鳥取県立鳥取第一中学校が廃止される。
  - 4月1日 - 学制改革により、「鳥取県立鳥取第一高等学校」（新制高等学校、男子校）が開校。

高等女学校
- 1888年（明治21年） - 私立鳥取高等女学校を設立。
- 1897年（明治30年） - 市に移管され、鳥取市立高等女学校となる。
- 1901年（明治34年） - 県に移管され、鳥取県立高等女学校となる。
- 1909年（明治42年） - 鳥取県立鳥取高等女学校と改称。
- 1948年（昭和23年）
  - 3月31日 - 鳥取県立鳥取高等女学校が廃止される。
  - 4月1日 - 学制改革により、「鳥取県立鳥取第三高等学校」（新制高等学校、女子校）が開校。

商業学校
- 1910年（明治43年） - 「鳥取県立商業学校」（修業年限3か年、甲種）が開校。
- 1922年（大正11年）- 修業年限を5か年とする。
- 1934年（昭和9年） - 「鳥取県立鳥取商業学校」と改称。
- 1948年（昭和23年）4月1日 - 学制改革により、「鳥取県立鳥取商業高等学校」（新制高等学校）となる。

新制高等学校（男女共学）
- 1949年（昭和24年）4月1日 - 鳥取県立の3校（鳥取第一高等学校・鳥取第三高等学校・鳥取商業高等学校）が統合され、「鳥取県立鳥取西高等学校」（現校名）となる。
- 1957年（昭和32年）4月1日 - 商業科が分離し、鳥取県立鳥取商業高等学校として独立。
- 2001年（平成13年）4月1日 - 全日制課程の学科のうち家庭学科を鳥取県立鳥取湖陵高等学校へ移管。
- 2004年（平成16年）4月1日 - 定時制課程・通信制課程を鳥取県立鳥取緑風高等学校へ移管。
- 2007年（平成19年）3月31日 - 定時制課程と通信制課程を廃止（2003年〈平成15年〉に入学した生徒が4年の修業年限を経て卒業したため）。
- 2009年（平成21年）4月1日 - 人文科学コース・自然科学コースのコース制を廃止。
- 2012年（平成24年）8月 - 鳥取西高等学校整備事業において将来は史跡外へ移転という文言を明記し文化庁へ申請書を提出。
- 2017年（平成29年）4月 - 校舎の耐震化改修工事が終了。

## 部活動
運動部
- 新体操部
- ラグビー部
- テニス部
- ソフトテニス部
- 硬式野球部
- 軟式野球部
- バスケットボール部
- バレーボール部
- 卓球部
- サッカー部
- 陸上競技部
- ソフトボール部
- バドミントン部
- 柔道部
- 剣道部
- 弓道部
- 山岳部
- なぎなた部
- 応援団（應援團）

文化部
- 放送部
- 演劇部
- 吹奏楽部
- 管弦楽部
- 合唱部
- 美術部
- 書道部
- 新聞部
- 郷土研究部
- 部落解放研究部
- 自然科学部
- 園芸部
- 華道部
- 茶道部
- 手作り工房部
- 食品部
- かるた部
- 文芸部
- 英語部
- 囲碁・将棋部

## 著名な出身者

### 政治
- 由谷義治（元衆議院議員）
- 田村耕太郎（元参議院議員）
- 竹内功（元参議院議員、前鳥取市長）
- 藤井一博（参議院議員）
- 奥田義人（元文部大臣、司法大臣）
- 橋田邦彦（元文部大臣）
- 古井喜実（元厚生大臣、法務大臣）
- 石破二朗（元自治大臣、鳥取県知事、石破茂内閣総理大臣の実父）
- 鉄永幸紀（元鳥取県議会議長）

### 官僚
- 岩成博夫（公正取引委員会事務総長）
- 大坪弘道（元大阪地方検察庁特捜部長）
- 沢田廉三（初代国連大使、外交官）
- 寺澤辰麿（元国税庁長官）

### 軍人
- 西尾寿造（元東京都長官、陸軍大将）
- 岡田資（陸軍中将、映画「明日への遺言」の主人公）
- 猪口敏平（海軍中将、戦艦「武蔵」最後の艦長）
- 小林淑人（海軍大佐、横須賀海軍航空隊副長）
- 友永英夫（海軍技術大佐）

### 経済
- 足立荘（大和生命保険創業者）
- 池内新蔵（池内綿糸店社長）
- 磯野長蔵（キリンビール設立、元社長・会長、明治屋元社長）
- 鬼塚喜八郎（アシックス創業者、藤井勇と同級生）
- 金子亮太郎（明治安田生命保険元社長）
- 米濱和英（リンガーハット創業者・会長兼CEO)
- 岡島礼奈（ALE創業者、現代表取締役)
- 吉田四郎（元旭硝子常務）

### 学術
- 信夫淳平（元早稲田大学教授、国際法学、学士院恩賜賞）
- 小島憲之（元大阪市立大学教授、国文学、学士院恩賜賞）
- 岩﨑博史（東京工業大学教授、日本遺伝学会会長）
- 矢部貞治（元東京帝大教授、政治学）
- 佐々木惣一（元京都帝大教授、憲法学）
- 小谷敏（大妻女子大学教授、社会学）
- 松尾尊兊（歴史学者）
- 萬井隆令（法学者）
- 大村一蔵（元日本地質学会会長、鉱山技師）

### 文芸
- 尾崎放哉（俳人）
- 影井秀（作家）
- 水原涼（小説家）
- 朴慶南（エッセイスト）
- 毛利彰（イラストレーター）
- 大畑沙織（著作家、編集者、廃墟写真家）
- 吉田恭大（歌人）

### 野球
- 藤井勇（元阪神タイガース選手、日本プロ野球第1号本塁打を放つ）
- 中河美芳（元イーグルス選手、野球殿堂入り）
- 木下政文（元イーグルス選手）
- 岩垣二郎（元イーグルス選手）
- 山根俊英（元毎日オリオンズ選手、大洋代理監督、台湾プロ野球監督）
- 由谷敬吉（帝大野球部投手）
- 青山浩（元国鉄選手）
- 高垣義広（元大洋ホエールズ選手）
- 福士敬章（元広島東洋カープ選手、韓国プロ野球選手）
- 田子譲治（元ロッテオリオンズ投手、読売ジャイアンツバッティング投手）
- 浜納一志（元広島東洋カープ選手）

### 芸能
- 阪田瑞穂（タレント、美少女クラブ31のリーダー）
- 日置明子（アーティスト）
- 桂小文吾 (7代目)（落語家）
- 杏沙子（シンガーソングライター）
- 鳥谷宏之（俳優）
- MIQ（歌手）

### 放送
- 山下桃（さんいん中央テレビアナウンサー）
- 中尾真亜理（日本海テレビアナウンサー）
- 福山佳那（ウェザーマップ気象予報士・元日本海テレビ報道記者）
- 市来秋果（NHKアナウンサー）

### その他
- 森本朱美（自転車競技選手）
- 梶本琢程（麻雀プロ）
- 鶴崎修功（クイズプレイヤー）
- しのだひでお（漫画家）

## 鳥取西高校が舞台になった作品
- 『父の暦』谷口ジロー、小学館
  - 主人公・山下陽一の進学した高校が、明記されていないが鳥取西高校。陸上選手の夢を断念した陽一は写真部に所属して活躍する。校舎の外観や運動会風景、周囲の景観などが作品中に描かれている。
- 『風来先生』白川渥、講談社（1959）『風来日記』講談社（1964） 
  - 両作品とも、鳥取西高校が舞台になっている。ただし、作品中の校名は明道（みょうどう）高校。『風来先生』は1961年に松竹で映画化（津川雅彦・伴淳三郎）、1964年にはNTV（山田吾一・松村達雄）で、1970年にはNHK（大出俊・服部妙子）でそれぞれテレビドラマ化されている。なお映画では舞台が島根県松江市に変えられている。

## 交通アクセス
最寄りの鉄道駅
JR西日本 山陰本線 「鳥取駅」
最寄りのバス停
鳥取市100円循環バス「くる梨緑コース」（路線番号：03）「市立武道館」バス停
日ノ丸自動車（日ノ丸バス）・日本交通（日交バス）（路線番号：31・32・32H・33・35・36H・37・38・38H・39・41・41H・41Z・43・44・45・45H・46・46H・47・47H・48・49）「県庁日赤前」バス停
最寄りの道路
国道53号（若桜街道）

## 周辺
- 鳥取市立北中学校
- 鳥取市立久松小学校
- 鳥取市立醇風小学校
- 久松保育園
- 鳥取県庁
- 鳥取県警察本部
- 鳥取県立博物館
- 鳥取県立図書館・鳥取県立公文書館
- 鳥取県立県民文化会館
- 鳥取市役所
- 鳥取市武道館
- 鳥取赤十字病院